# Za ľudí
Za ľudí (ZĽ, dansk: For folket) er et politisk parti i Slovakiet grundlagt af tidligere præsident Andrej Kiska i 2019. Kiska blev partileder ved det stiftende konvent 28. september 2019. Vicepremierminister og minister for investeringer, regional udvikling og digitalisering, Veronika Remišová, blev ny formand for partiet 8. august 2020 efter at være blevet valgt af de delegerede på partikongressen i Trenčianske Teplice, hvor hun besejrede parlamentsmedlem og borgmester i Hlohovec Miroslav Kollár.
Za ľudí er et liberalkonservativt centrum til centrum-højre-parti
Partiet blev repræsenteret i Nationalrådet da Remišová skiftede parti fra OĽaNO i 2019. Ved parlamentsvalget i 2020 fik Za ľudí 5,77 % af stemmerne og 12 ud af 150 mandater i Nationalrådet. Ved valget i 2023 stillede Za ľudí op som en del af valgkoalitionen OĽaNO a priatelia (OĽaNO og venner).